# 硲俊聡
硲 俊聡（俊聰、はざま しゅんそう、1853年1月24日（嘉永5年12月15日） - 1931年（昭和6年）8月30日）は、明治から昭和初期の教育者、政治家。衆議院議員、山口県会議長、山口県玖珂郡伊陸村長、同郡神代村長。旧姓・村岡、旧名・米村平之進。

## 経歴
周防国玖珂郡神代村原（山口県玖珂郡神代村、由宇町を経て現岩国市）で、村岡伝左衛門の三男として生まれる。米村家の養子となるが、その後、伊陸村の硲家の養子となる。東沢瀉に学び、戊辰戦争では精義隊に入隊し中央隊長として奥羽に出征した。
大阪開成所（のち大阪英語学校）で仏蘭西学を学び、1878年（明治11年）官立大阪師範学校を卒業した。兵庫県三田同盟学校教師、柏原崇広館教師、大阪風雲館長、吉野師範学校（のち奈良師範学校）兼中学校教師を歴任し、その後、育英館を設立して育英に従事した。
1887年（明治20年）に帰郷し硲家を継ぎ、伊陸村長に就任。山口県会議員、同参事会員、同議長、玖珂郡会議員、同参事会員、同議長、地方衛生会議員、地方森林会議員、玖珂郡農会長、同教育会会長などを務めた。官有林野下戻運動に尽力し、下戻を実現した。
1902年（明治35年）8月の第7回衆議院議員総選挙で山口県郡部から立憲政友会所属で出馬して初当選。その後、第8回、第9回総選挙に連続して立候補したが落選。1915年（大正4年）3月、第12回総選挙に山口県郡部から立憲同志会所属で出馬して再選され、その後憲政会に所属して衆議院議員に通算2期在任した。
晩年には神代村に帰郷し、同村長を務めた。

## 伝記
- 西原為吉編『硲俊聡先生伝』周東会、1930年。